# Governo Bonomi II
Il Governo Bonomi II è stato il sessantaduesimo esecutivo del Regno d'Italia, il secondo guidato da Ivanoe Bonomi.
Esso, nato in seguito alle dimissioni del governo precedente dopo la Liberazione di Roma, è stato in carica dal 18 giugno (sebbene già dimissionario dal precedente 26 novembre) al 12 dicembre 1944 per un totale di 177 giorni, ovvero 5 mesi e 27 giorni.
Fu il primo governo nominato dal nuovo Luogotenente del regno, Umberto di Savoia.
In realtà, nonostante i ministri avessero già giurato il 12 giugno, dovendosi attendere il placet degli Alleati per ufficializzare la costituzione del governo ed entrare in carica, la piena entrata in carica dovette essere posticipata al 18 giugno.
Diede le dimissioni il 26 novembre 1944 in seguito a divergenze nella maggioranza, e sostituito da un nuovo governo Bonomi.
In questo governo, con D.L.L. del 22 giugno 1944, n. 154, fu ricostituito il "Ministero del tesoro", mentre le competenze furono progressivamente restituite con DD.Ltt. del 5 settembre 1944, n. 202 e 5 ottobre 1944, n. 310.

## Compagine di governo

### Appartenenza politica
| Partito | Partito                                 | Presidente | Ministri | Commissari | Sottosegretari | Totale |
| ------- | --------------------------------------- | ---------- | -------- | ---------- | -------------- | ------ |
|         | Partito Democratico del Lavoro (Italia) | 1          | 5        | -          | 2              | 8      |
|         | Partito Socialista Italiano             | -          | 2        | 1          | 3              | 6      |
|         | Democrazia Cristiana                    | -          | 3        | -          | 3              | 6      |
|         | Partito d'Azione                        | -          | 3        | -          | 3              | 6      |
|         | Partito Comunista Italiano              | -          | 2        | -          | 3              | 5      |
|         | Militare                                | -          | 2        | 1          | 1              | 4      |
|         | Partito Liberale Italiano               | -          | 3        | -          | 1              | 4      |
|         | Indipendente (politica)                 | -          | 1        | -          | 3              | 4      |

## Composizione
| Carica                                                                    | Titolare                              | Titolare                                       | Titolare                                           | Sottosegretari |
| Presidenza del Consiglio dei ministri                                     | Presidenza del Consiglio dei ministri | Presidenza del Consiglio dei ministri          | Presidenza del Consiglio dei ministri              | Sottosegretario di Stato alla Presidenza del Consiglio |
| ------------------------------------------------------------------------- | ------------------------------------- | ---------------------------------------------- | -------------------------------------------------- | --- |
| Presidente del Consiglio dei Ministri, Primo Ministro Segretario di Stato |                                       |                                                | Ivanoe Bonomi (PDL)                                | - Sergio Fenoaltea (Pd'A) - Giuseppe Spataro (DC) Sottosegretario con delega per la stampa e l'informazione                                                    |
| Ministri senza portafoglio                                                | Ministri senza portafoglio            | Ministri senza portafoglio                     | Ministri senza portafoglio                         | Sottosegretario |
| Ministri senza portafoglio                                                |                                       |                                                | Alberto Cianca (Pd'A)                              | Carica non assegnata |
| Ministri senza portafoglio                                                |                                       | Alcide De Gasperi (DC)                         |                                                    | Carica non assegnata |
| Ministri senza portafoglio                                                |                                       | Meuccio Ruini (PDL)                            |                                                    | Carica non assegnata |
| Ministri senza portafoglio                                                |                                       | Giuseppe Saragat (PSIUP)                       |                                                    | Carica non assegnata |
| Ministri senza portafoglio                                                |                                       | Carlo Sforza (Indipendente)                    |                                                    | Carica non assegnata |
| Ministri senza portafoglio                                                |                                       | Palmiro Togliatti (PCI)                        |                                                    | Carica non assegnata |
| Ministri senza portafoglio                                                |                                       | Benedetto Croce (PLI) (fino al 27 luglio 1944) |                                                    | Carica non assegnata |
| Ministri senza portafoglio                                                |                                       | Nicolò Carandini (PLI) (dal 27 luglio 1944)    |                                                    | Carica non assegnata |
| Ministero                                                                 | Ministri                              | Ministri                                       | Ministri                                           | Sottosegretario |
| Affari esteri                                                             | Ivanoe Bonomi (PDL) Ad interim        | Ivanoe Bonomi (PDL) Ad interim                 | Ivanoe Bonomi (PDL) Ad interim                     | - Giovanni Visconti Venosta (Indipendente) - Renato Morelli (PLI) Sottosegretario con delega per gli Italiani all'estero                                       |
| Africa Italiana                                                           | Ivanoe Bonomi (PDL) Ad interim        | Ivanoe Bonomi (PDL) Ad interim                 | Ivanoe Bonomi (PDL) Ad interim                     | Carica non assegnata |
| Interno                                                                   |                                       |                                                | Ivanoe Bonomi (PDL)                                | Emilio Canevari (PSIUP) |
| Grazia e Giustizia                                                        |                                       |                                                | Umberto Tupini (DC)                                | Carlo Bassano (PDL) |
| Finanze                                                                   |                                       |                                                | Stefano Siglienti (Pd'A)                           | Antonio Pesenti (PCI) |
| Tesoro (istituto)                                                         |                                       |                                                | Marcello Soleri (PLI)                              | Antonio Manes (PLI) |
| Guerra                                                                    |                                       |                                                | Alessandro Casati (PLI)                            | - Mario Palermo (PCI) - Giovanni Battista Oxilia (Militare) (dal 3 luglio 1944)                                                                                |
| Aeronautica                                                               |                                       |                                                | Pietro Piacentini (Militare)                       | Carlo Scialoja (PDL) |
| Marina                                                                    |                                       |                                                | Raffaele de Courten (Militare)                     | - Antonio Ramirez (Pd'A) - Angelo Corsi (PSIUP) Sottosegretario con delega per la Marina mercantile                                                            |
| Agricoltura e Foreste                                                     |                                       |                                                | Fausto Gullo (PCI)                                 | Gino Bergami (Indipendente) |
| Industria, Commercio e Lavoro                                             |                                       |                                                | Giovanni Gronchi (DC)                              | - Guido Molinelli (PCI) Sottosegretario con delega per l'industria ed il commercio - Mariano Costa (PSIUP) Sottosegretario con delega per il lavoro            |
| Lavori Pubblici                                                           |                                       |                                                | Pietro Mancini (PSIUP)                             | Giuseppe Bruno (Pd'A) |
| Comunicazioni                                                             |                                       |                                                | Francesco Cerabona (PDL)                           | - Angelo Raffaele Jervolino (DC) Sottosegretario con delega per le ferrovie - Mario Fano (Indipendente) Sottosegretario con delega per le poste ed i telegrafi |
| Pubblica Istruzione                                                       |                                       |                                                | Guido De Ruggiero (Pd'A)                           | Bernardo Mattarella (DC) |
| Alti commissariati                                                        |                                       |                                                |                                                    | |
| Sardegna                                                                  |                                       |                                                | Pietro Pinna Parpaglia (Militare)                  | Pietro Pinna Parpaglia (Militare) |
| Sicilia                                                                   |                                       |                                                | Francesco Musotto (PSIUP) (fino al 15 luglio 1944) | Francesco Musotto (PSIUP) (fino al 15 luglio 1944) |
| Sicilia                                                                   |                                       | Salvatore Aldisio (DC) (dal 15 luglio 1944)    |                                                    | |

## Cronologia

### 1944
- 12 giugno - I ministri giurano dinnanzi al Luogotenente.
- 18 giugno - Con il placet della Commissione alleata, il governo entra ufficialmente in carica.
- 1º luglio - Viene sfondata anche la Linea Albert, dove i tedeschi si erano ritirati dopo il crollo della Linea Gustav. Essi ripiegano presto sulla Linea Gotica.
- 15 luglio - Con la stabilizzazione di Roma, liberata il precedente 5 giugno, il governo vi si trasferisce.[8].
- 15 agosto - Roma ritorna ad essere la capitale del Regno d'Italia, sebbene questo non controlli ancora tutta la penisola.
- 25 agosto - Iniziano gli scontri per sfondare la Linea Gotica.
- 26 novembre - In seguito ad alcuni contrasti interni al Comitato di Liberazione Nazionale (CLN) sulla condotta dell’esecutivo nell’epurazione dal Fascismo, culminata nelle dimissioni di due ministri dissenzienti pochi giorni prima, il governo rassegna ufficialmente il proprio mandato dinnanzi al Luogotenente.
- 12 dicembre - Su designazione del Comitato di Liberazione Nazionale (CLN), viene nuovamente indicato Bonomi a capo del governo dal Luogotenente, nell’ambito di un rimpasto (a cui Partito d'Azione e Partito Socialista di Unità Proletaria). Con il giuramento del nuovo esecutivo termina ufficialmente l’esperienza di governo.